# Ceradenia kalawayae
Ceradenia kalawayae är en stensöteväxtart som beskrevs av M. Kessler och A. R. Sm. Ceradenia kalawayae ingår i släktet Ceradenia och familjen Polypodiaceae. Inga underarter finns listade.